# Négyszarvú lapholyva
A négyszarvú lapholyva (Siagonium quadricorne) a rovarok (Insecta) osztályának a bogarak (Coleoptera) rendjéhez, ezen belül a mindenevő bogarak (Polyphaga) alrendjéhez és a holyvafélék (Staphylinidae) családjához tartozó faj.

## Elterjedése
A négyszarvú lapholyva egész Európában megtalálható faj. Magyarországon domb- és hegyvidékeken széles körben elterjedt, de nem gyakori.

## Megjelenése
Test megnyúlt, lapos, hossza 4–5 mm. Színezete túlnyomórészt fekete, de a szárnyfedők válla, a potrohcsúcs, csáp és a lábak rozsdabarnák. A homlokán (főleg a hímeknél) kétoldalt egy-egy előreálló szarv található. Csápja hosszú, vékony. Előtora szív alakú, hátrafelé szűkül. Pajzsocskája nagy, jól látható. Szárnyfedői hossza kisebb, mint az előtor hosszának fele; rajtuk 4 szabálytalan pontsor van. A homlokán mindkét ivar feltűnő szarvakat visel.

## Életmódja
Erdős területeken, lombos fák nedves kérge alatt fordul elő, általában többedmagával.
Gyűjtési adatai márciustól szeptemberig vannak.